# Остапчук Яцко Дмитрович
Яцко Дмитрович Остапчук (4 січня 1873, с. Луб'янки Нижні, нині с. Нижчі Луб'янки Збаразького району — 30 січня 1959, м. Ужгород, УРСР, СРСР) — український громадсько-політичний діяч.

## Біографія
Остапчук Яцко народився 4 січня 1873 року в с. Нижчі Луб'янки (Тернопільщина) в селянській сім'ї.
Початкову освіту здобув у Красносільцях, після чого навчався в гімназії у Збаражі., Першій тернопільській гімназії.
Свою політично-партійну діяльність Остапчук розпочав в Українській радикальній партії, у лавах якої перебував до 1897 року. У 1896 і 1898 роках супроводжував Івана Франка під час його перебування на Тернопільщині, виступах на вічах у Збаразькому повіті.
Із 1899 року став членом новоствореної Української соціал-демократичної партії, упродовж 1905—1907 редагував її друкований орган «Червоний прапор». Від соціал-демократів був висунутий у депутати і обраний депутатом австрійського парламенту (з 1907 по 1911) від 68 двомандатного округу — судові повіти Козова, Тернопіль, Збараж (крім сіл Розношинці, Красносільці, Нижчі Луб'янки і Вищі Луб'янки), Нове Село (крім сіл Нове Село, Гнилиці Малі, Гнилиці Великі, Терпилівка, Сухівці, Шельпаки, Кошляки, Токи і Пальчинці). В парламенті входив у Представництво русько-українських соціал-демократів (в Асоціації соціал-демократичних депутатів).
До Першої світової війни організував страйк малоземельних селян у Тарасівці. 1912 року Я. Остапчук із родиною переїхав у Радвань над Лаборцем (Східна Словаччина). Під час Першої світової війни брав участь у роботі Союзу визволення України в таборах українських військовополонених.
У 1920 році став одним із засновників Соціал-демократичної партії Підкарпатської Русі (СДППР). Деякий час був її головою, допомагав у справі видання друкованого органу партії «Народ», а пізніше — «Вперед». Унаслідок кризи всередині СДППР і через незгоду з деякими передвиборчими кроками її керівництва 8 жовтня 1929 Я. Остапчук офіційно вийшов із лав партії.
Під час окупації Закарпаття угорцями був репресований владою. Після звільнення переїхав спочатку до Словаччини, а пізніше поселився під Прагою. У 1957 році разом із дружиною повернувся до Ужгорода.
Написав спогади про Івана Франка.
Помер 30 січня 1959 року.

## Виноски
1. ↑  Мельничук Б., Уніят В. вказали, що народився в с. Тарасівка